# Rhopalomyia grossulariae
Rhopalomyia grossulariae är en tvåvingeart som beskrevs av Ephraim Porter Felt 1911. Rhopalomyia grossulariae ingår i släktet Rhopalomyia och familjen gallmyggor.
Artens utbredningsområde är Ohio. Inga underarter finns listade i Catalogue of Life.